# فابیو بالاسو
فابیو بالاسو (متولد ۲۰ اکتبر ۱۹۹۵) بازیکن والیبال اهل ایتالیا، عضو تیم ملی ایتالیا و باشگاه لوبه بانکا است.